# Línea 565 (Interurbanos Madrid)
La línea 565 de la red de autobuses interurbanos de Madrid une la estación de El Barrial (Pozuelo de Alarcón) con Boadilla del Monte.

## Características
Fue inaugurada el 8 de enero de 2018, uniendo Boadilla del Monte con la estación de Majadahonda.
Desde el 20 de septiembre de 2021, establece su cabecera norte en la estación de El Barrial, dando además cobertura a la Universidad Francisco de Vitoria.
La línea no mantiene los mismos horarios todo el año, los días no lectivos se reducen el número de expediciones, además de los días excepcionales vísperas de festivo y festivos de Navidad en los que los horarios también cambian y se reducen. No presta servicio sábados laborables, domingos y festivos.
Está operada por Avanza Movilidad Integral mediante la concesión administrativa VCM-601 - Madrid – Pozuelo de Alarcón –  Majadahonda – Alcorcón (Viajeros Comunidad de Madrid) del Consorcio Regional de Transportes de Madrid.

## Horarios

### Lectivos
| Lunes a viernes laborables |                    |
| Pozuelo > Boadilla         | Boadilla > Pozuelo |
| 06:25                      | 07:15              |
| 07:15                      | 08:05              |
| 08:10                      | 09:05              |
| 09:05                      | 09:55              |
| 10:00                      | 10:50              |
| 11:40                      | 12:30              |
| 13:20                      | 14:15              |
| 14:45                      | 15:35              |
| 15:15                      | 16:05              |
| 16:30                      | 17:20              |
| 16:55                      | 17:45              |
| 18:35                      | 19:25              |
| 20:15                      | 21:00              |

### No lectivos
| Lunes a viernes laborables |                    |
| Pozuelo > Boadilla         | Boadilla > Pozuelo |
| 06:25                      | 07:15              |
| 08:10                      | 09:05              |
| 10:00                      | 10:50              |
| 11:40                      | 12:30              |
| 13:20                      | 14:15              |
| 15:15                      | 16:05              |
| 16:55                      | 17:45              |
| 18:35                      | 19:25              |
| 20:15                      | 21:00              |

## Recorrido y paradas

### Sentido Boadilla
| Código | Parada                                      | Común con                   | Conexiones con Metro Ligero y Cercanías | Municipio          | Zona |
| ------ | ------------------------------------------- | --------------------------- | --------------------------------------- | ------------------ | ---- |
| 10006  | C.º Cerro de Los Gamos - Est. El Barrial    | 563 650A 650B               | El Barrial                              | Pozuelo de Alarcón |      |
| 20647  | Universidad Fco. de Vitoria - Pozuelo       | 659                         |                                         | Pozuelo de Alarcón |      |
| 10008  | Ctra. Majadahonda - Universidad             | 561 561A 561B 650A 657 659  |                                         | Pozuelo de Alarcón |      |
| 08781  | Ctra. Majadahonda - Av. Monteclaro          | 561 561A 561B 650A 659      |                                         | Pozuelo de Alarcón |      |
| 08783  | Ctra. Pozuelo - Urb. Monteclaro             | 561 561A 561B 650A 659      |                                         | Majadahonda        |      |
| 08785  | Ctra. Pozuelo - Centro de Prevención        | 561 561A 561B 650A 659      |                                         | Majadahonda        |      |
| 08787  | Ctra. Pozuelo - Residencia                  | 561 561A 561B 653 654 659 2 |                                         | Majadahonda        |      |
| 08789  | Ctra. Pozuelo - Urb. Pinar Plantío          | 561 561A 561B 653 654 659 2 |                                         | Majadahonda        |      |
| 12067  | Ctra. Pozuelo - Ciudad Deportiva            | 561 561A 561B 653 654 2     |                                         | Majadahonda        |      |
| 12016  | Moreras - Escuela de Fútbol                 | 567 626 650B 655 685        |                                         | Majadahonda        |      |
| 11384  | Moreras - C. C. Centro Oeste                | 650B 654                    |                                         | Majadahonda        |      |
| 20297  | Manuel Falla - Urg. Hospital Pta. De Hierro |                             |                                         | Majadahonda        |      |
| 08801  | Ctra. M516 - Subestación Eléctrica          | 567                         |                                         | Boadilla del Monte |      |
| 20671  | Ctra. M516 - Urb. Valdecabañas              | 567                         |                                         | Boadilla del Monte |      |
| 17869  | Comunidad Canaria - Ctra. M516              | 567                         |                                         | Boadilla del Monte |      |
| 18595  | Ctra. M-516 - Urb. Coto de Las Encinas      | 567 3                       |                                         | Boadilla del Monte |      |
| 08895  | Ctra. M-516 - Urb. El Monte de Las Encinas  | 567 3                       |                                         | Boadilla del Monte |      |
| 08894  | Ctra. M-516 - P.º Pino Centinela            | 567 3                       |                                         | Boadilla del Monte |      |
| 20317  | Alberca - Est. Boadilla Centro              |                             | Boadilla Centro                         | Boadilla del Monte |      |
| 17338  | Alberca - Bárbara de Braganza               | 571 573 574 575 1 4         |                                         | Boadilla del Monte |      |
| 12180  | Av. Nuevo Mundo - Est. Nuevo Mundo          | 573 574 575 1 4             | Nuevo Mundo                             | Boadilla del Monte |      |
| 12184  | Av. Siglo XXI - Est. Siglo XXI              | 571 573 574 575 1 4         | Siglo XXI                               | Boadilla del Monte |      |
| 20204  | Av. Siglo XXI - Est. Infante Don Luis       | 4                           | Infante Don Luis                        | Boadilla del Monte |      |
| 12605  | Av. Siglo XXI - Miguel de Unamuno           | 574                         |                                         | Boadilla del Monte |      |
| 20316  | Est. Puerta de Boadilla                     |                             | Puerta de Boadilla                      | Boadilla del Monte |      |

### Sentido Pozuelo
| Código | Parada                                      | Común con                   | Conexiones con Metro Ligero y Cercanías | Municipio          | Zona |
| ------ | ------------------------------------------- | --------------------------- | --------------------------------------- | ------------------ | ---- |
| 20316  | Est. Puerta de Boadilla                     |                             | Puerta de Boadilla                      | Boadilla del Monte |      |
| 18709  | Av. Condesa de Chinchón - Valle Inclán      | 574                         |                                         | Boadilla del Monte |      |
| 12606  | Av. Siglo XXI - Pío Baroja                  | 574                         |                                         | Boadilla del Monte |      |
| 20205  | Av. Siglo XXI - Est. Infante Don Luis       | 4                           | Infante Don Luis                        | Boadilla del Monte |      |
| 12185  | Av. Siglo XXI - Est. Siglo XXI              | 571 573 574 575 1 4         | Siglo XXI                               | Boadilla del Monte |      |
| 12181  | Av. Nuevo Mundo - Est. Nuevo Mundo          | 573 574 575 1 4             | Nuevo Mundo                             | Boadilla del Monte |      |
| 09886  | Alberca - Instituto                         | 571 573 574 575 1 4         |                                         | Boadilla del Monte |      |
| 20203  | Ctra. Majadahonda - Est. Boadilla Centro    | 4                           | Boadilla Centro                         | Boadilla del Monte |      |
| 12076  | Ctra. M-516 - Urb. Pino Centinela           | 567 3                       |                                         | Boadilla del Monte |      |
| 12077  | Ctra. M-516 - Urb. Monte de las Encinas     | 567 3                       |                                         | Boadilla del Monte |      |
| 21230  | Ctra. M-516 - Urb. Coto de las Encinas      | 567 3                       |                                         | Boadilla del Monte |      |
| 17869  | Comunidad Canaria - Ctra. M-516             | 567                         |                                         | Boadilla del Monte |      |
| 17685  | Manuel Falla - Urg. Hospital Pta. De Hierro | 567 620 626 650A 667 1      |                                         | Majadahonda        |      |
| 11385  | Moreras - C. C. Centro Oeste                | 567 626 650A 654 1          |                                         | Majadahonda        |      |
| 12017  | Moreras - Escuela de Fútbol                 | 567 626 650A 655 685        |                                         | Majadahonda        |      |
| 12066  | Ctra. Pozuelo - Ciudad Deportiva            | 561 561A 561B 653 654 1     |                                         | Majadahonda        |      |
| 08790  | Ctra. Pozuelo - Urb. Pinar Plantío          | 561 561A 561B 653 654 659 1 |                                         | Majadahonda        |      |
| 08788  | Ctra. Pozuelo - Residencia                  | 561 561A 561B 653 654 659 1 |                                         | Majadahonda        |      |
| 08786  | Ctra. Pozuelo - Centro de Prevención        | 561 561A 561B 650B 659      |                                         | Majadahonda        |      |
| 08784  | Ctra. Pozuelo - Urb. Monteclaro             | 561 561A 561B 650B 659      |                                         | Majadahonda        |      |
| 08782  | Ctra. Majadahonda - Av. Monteclaro          | 561 561A 561B 650B 659      |                                         | Pozuelo de Alarcón |      |
| 08721  | Ctra. Majadahonda - Universidad             | 561 561A 561B 650B 657 659  |                                         | Pozuelo de Alarcón |      |
| 20647  | Universidad Fco. de Vitoria - Pozuelo       | 659                         |                                         | Pozuelo de Alarcón |      |
| 10006  | C.º Cerro de Los Gamos - Est. El Barrial    | 563 650A 650B               | El Barrial                              | Pozuelo de Alarcón |      |